# Ozunca-Băi
Ozunca-Băi (węg. Uzonkafürdő) – wieś w Rumunii, w okręgu Covasna, w gminie Bățani. W 2011 roku liczyła 58 mieszkańców.